# Удмуртская литература
Удмуртская литература — национальная литература народа удмуртов на удмуртском и русском языке.
Художественная литература на удмуртском языке уходит своими корнями в XVIII век, её основа — первые публикации фольклорных сборников, переводы произведений русских писателей. Первыми удмуртскими писателями стали Г. Верещагин, И. Васильев, И. Михеев, И. Яковлев, Кедра Митрей, К. Герд, писавшие свои произведения на русском языке. Первыми опубликованными произведениями национальной литературы удмуртов стали стихотворение Г. Верещагина «Сизый, сизый голубок…» и баллада М. Можгина «Беглый».

Верещагин Григорий Егорович — первый удмуртский писатель

Кедра Митрей — первый председатель Союза писателей Удмуртии

Начало XX века характеризуется распространением нормативной эстетики, предписывающей литературе создавать положительного героя с определёнными революционными качествами, что доминировало вплоть до 1950-х годов.
В 1930—1950-е годы появляются крупные эпические формы романы, например — «Лозинское поле» Г. Медведева, «Тяжкое иго» Кедра Митрея, «Гаян» М. Коновалова, «Старый Мултан» М. Петрова.

Геннадий Красильников

Семён Самсонов

В 1960—1980 гг. началась ориентация на освоение крупномасштабных жанров — романов-дилогий, романов-трилогий («Голуби с пути не сбиваются» С. Самсонова, «Поклонись земле» Г. Перевощикова, «В родных краях» И. Гаврилова).
В конце XX — нач. XXI века отличительными чертами литературы становятся демократизация героя, изображение многосложных человеческих связей, критический пафос, поиск корней национальной традиции, свободная композиция.

## Советский период
Март 1926 года — создание Всеудмуртской ассоциации революционных писателей (ВУАРП), способствующей объединению литературных сил в Удмуртии.
Январь 1930 года — Первая конференция удмуртских писателей, определившая задачи писательским организациям и призвавшая мобилизовать трудящихся на выполнение планов социалистического строительства.
Писатель-удмурт Кедра Митрей (Д. И. Корепанов) сыграл большую роль в развитии удмуртской художественной литературы. В 1929 году вышел в свет его роман на удмуртском языке «Тяжкое иго», в котором он гневно обличал капитализм, местное кулачество и духовенство.
В 1930—1940 гг. ведётся тенденция к развитию всех жанров, в удмуртской литературе появляются множество новых писателей (П. Блинов, А. Лужанин, Т. Архипов, М. Коновалов, И. Гаврилов, Ф. Кедров). В это время в литературном творчестве ведущей темой становится строительство социализма и воспитание нового человека.

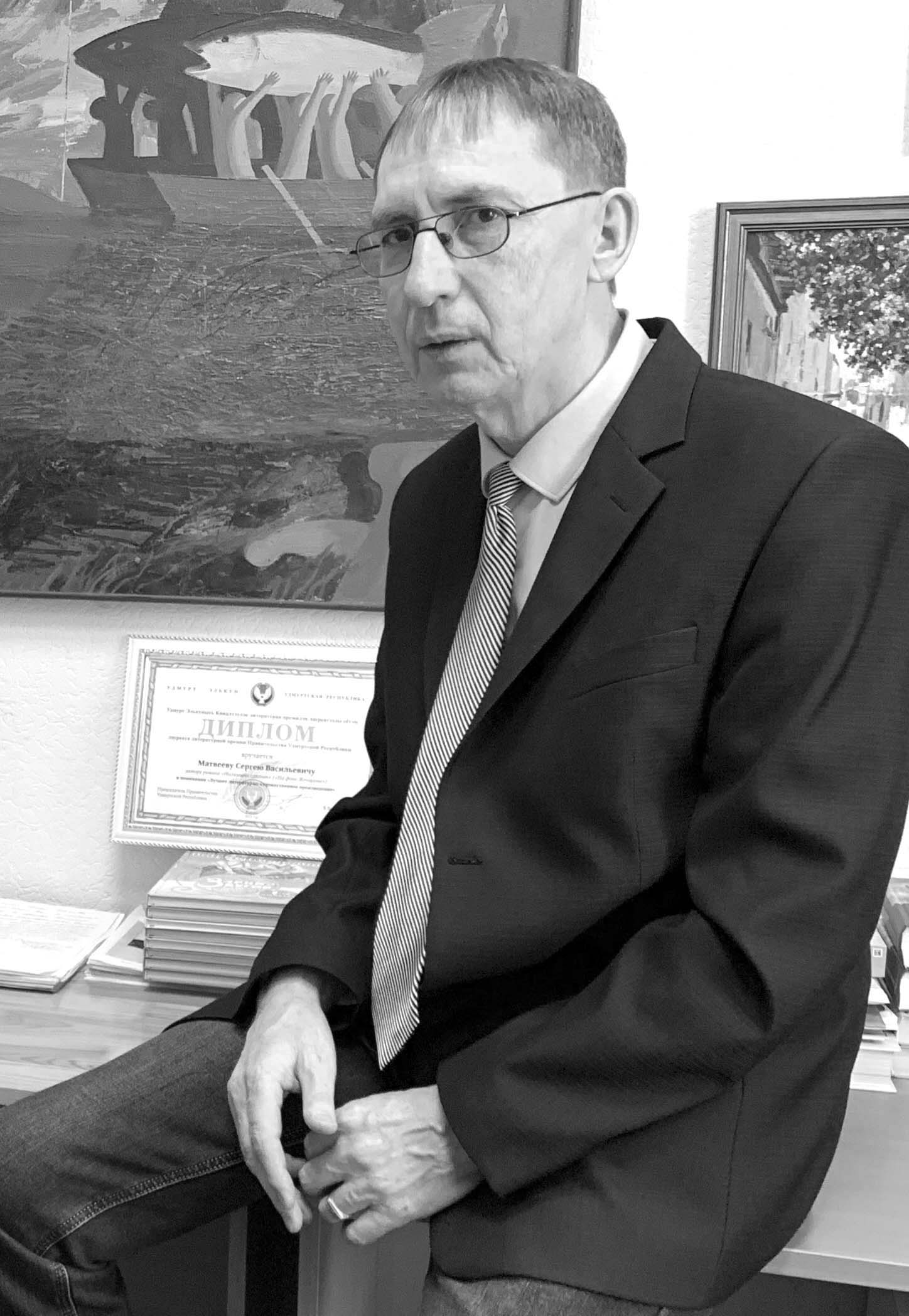
Сергей Матвеев

Произведения Геннадия Красильников, увидевшие свет в конце 1950-х и начале 60-х годов, являются яркими образцами «деревенской прозы». В своих романах и повестях он показывает трагическую борьбу колхозного строительства и старых обычаев и мироощущений крестьянства.

## Современная проза
В 1990-х гг. в центре читательского внимания оказались повести К. Ломагина «Котьку возь сюлэмад» («Береги в сердце своём», 1983), Г. Мадьярова «Аналтэм сяська» («Заброшенный цветок», 1991), В. Агбаева «Бускель гуртысь эмеспи» («Зять из соседней деревни», 1992), рассказы и новеллы Р. Игнатьевой «Муржолын» («В подполье», 1993), «Опкелён» («Признание», 1993), «Сьолыкоос» («Грешники», 1994).
Три романа Сергея Матвеева «Шузи» («Дурачок», 1995), «Чорыглэсь лушкам кылбуранъёс» («От имени Рыбы», 2005), «Эмезь гурезь» («Малиновая гора», 2015) ознаменовали — по мнению Виктора Шибанова — начало постмодернизма в удмуртской литературе: Жанр романа «Шузи» определен автором как «роман-болтовня», а роман «Чорыглэсь лушкам кылбуранъёс» как «роман-бред»….